# Echinoecus sculptus
Echinoecus sculptus is een krabbensoort uit de familie van de Pilumnidae. De wetenschappelijke naam van de soort is voor het eerst geldig gepubliceerd in 1934 door Ward.